# عادل الدريدي
عادل الدريدي هو رجل أعمال تونسي أسس شركة يسر للتنمية التي تحيل من خلالها على عديد الأفراد عبر سلسلة بونزي. أغلق مقر نشاطه واختفى ولكن اُلقي القبض عليه في 22 يونيو 2013.

## وصلات خارجية
- محاكمة عادل الدريدي في دفعة جديدة من قضايا التحيل